# Martha Nothmann
Martha Nothmann (22 mai 1874 - 23 août 1967) était une collectionneuse d'art allemande persécutée par les nazis en raison de son héritage juif. La dissimulation de son histoire liée à l'Holocauste a été révélée dans le livre de 2021, The Contaminated Museum.

## Biographie
Martha Nothmann, née Bender, est née le 22 mai 1874 à Hirschberg-des-Monts-des-Géants, province de Silésie, fille de Joseph Bender et Agnes Bender. Elle épousa Berthold Nothmann, né à Langendorf, Haute-Silésie (aujourd'hui Wielowieś, Pologne), le 27 décembre 1865. Après être devenu directeur de l'usine de tubes Hudschinsky (Röhrenwerke) à Gleiwitz (Gliwice, Pologne) et directeur général de la Société des aciéries de Haute-Silésie, il prend sa retraite en 1931. En 1932, le couple a déménagé de Düsseldorf à Berlin Wannsee. Les Nothmann n'avaient pas d'enfants.

## Collection d'art
Les Nothmann étaient des collectionneurs d'art réputés. Les Nothmann ont acheté le Dresden-Neustadt V de Kokoschka au début des années vingt, Paysage de Cézanne en 1926, Klosterhof mit Kreuzgang (Cour du monastère avec cloître) du paysagiste Carl Blechens en 1930, et Une femme lisant assise de Menzel (Portrait d'Emilie Fontane) en 1936, ainsi que de nombreuses autres œuvres d'art,.

## Persécution pendant le Troisième Reich
En raison des lois anti-juives de Nuremberg, le mari de Nothmann, Berthold, a dû démissionner du Verein Deutscher Hüttenleute (Union des métallurgistes allemands) en 1935. En 1939, Martha et Berthold ont émigré à Londres. Afin de financer le voyage et de pouvoir payer la taxe de fuite du Reich ou la taxe sur les biens juifs et divers autres frais imposés par les Nazis, ils ont été contraints de vendre des œuvres de la collection. En 1938, Klosterhof est vendu à la galerie Heinemann de Munich passant entre les mains d'un employé nazi, Friedrich Heinrich Zinckgraf en 1939 après l'aryanisation de la galerie.
Berthold mourut à Londres début février 1942. Martha a ensuite émigré en Amérique, vivant d'abord à New York et plus tard à Los Angeles où elle est décédée le 23 août 1967 à l'âge de 93 ans.

## Héritage
Les archives de la famille Nothmann sont conservées au Centre d'histoire juive.

## Demandes de restitution
Les œuvres d'art de la collection Nothmann sont apparus au musée Georg Schäfer, et au musée de la Fondation Emil Bührle,.
En 2020, la chercheuse de provenance du Georg Shäfer Museum a démissionné, déclarant au New York Times qu'elle avait "perdu confiance en son engagement à restituer les œuvres aux provenances entachées". L'une des œuvres d'art étudiées avait appartenu aux Nothmann.
Les Nothmann font partie des familles juives en conflit avec la Fondation Emil Bührle. Ils ont fait une demande de restitution concernant un paysage de Cézanne,.
Le livre de 2021 d'Eric Keller, Das Contaminierte Museum, déclare que la Fondation Emil Buehrle a passé sous silence le sort des Nothmann en rédigeant la provenance de l'art provenant de la collection Nothmann. Selon Keller, le tableau de Paul Cézanne, "Paysage" a été déclaré à tort comme ayant une provenance limpide et sans problème, tout en cachant les circonstances dans lesquelles les Nothmann ont dû vendre le Cézanne,. Keller écrit que la formulation employée crée la fausse impression que les œuvres d'art de la collection Nothmann n'ont été vendues qu'en exil. En 2015, l'historien de l'art Guido Magnaguagno avait identifié l'histoire de la peinture comme problématique dans le livre Das Schwarzbuch Bührle,.